# HARKing
Der Begriff HARKing ist eine aus dem Englischen stammende Abkürzung. Sie bedeutet in Langform „Hypothesizing After the Results are Known“, zu Deutsch: „das Aufstellen von Hypothesen nach dem Bekanntwerden von Ergebnissen“ (z. B. einer empirischen Untersuchung). Dieses Kunstwort wird häufig in den Sozialwissenschaften / Humanwissenschaften verwendet.

## Beispiel
Ein Sportschütze hat es sich zur Aufgabe gemacht, eine weit entfernte Zielscheibe genau in der Mitte zu treffen. Einige Beobachter haben sich um ihn geschart. Der Sportschütze tut sein Vorhaben aber nicht genau kund („Ich stelle die Hypothese auf, dass es mir gelingt, aus dieser weiten Distanz diese Zielscheibe zu treffen“), sondern signalisiert den Zuschauern nur, dass er schießen wolle.
Sein erster Schuss geht daneben und er trifft den äußeren Ring der Zielscheibe. Danach wendet sich der Schütze an die Schaulustigen und behauptet: „Genau diesen Punkt (den Rand) wollte ich treffen. Damit ist belegt, wie gut ich als Bogenschütze bin.“
Dabei ist der Satz „Genau diesen Punkt […]“ seine Hypothese und sein Resultat der Pfeileinschlag am Scheibenrand. Seine Hypothese wurde also nach dem Bekanntwerden von Ergebnissen aufgestellt; der Sportschütze betreibt somit HARKing.

## Gegenmaßnahmen
Eine zunehmende Anzahl von Fachzeitschriften geht mittlerweile zum Format des registrierten Berichts über, um wissenschaftlichem Fehlverhalten wie HARKing und p-Hacking entgegenzutreten.